# Sarah Lancaster
Sarah Beth Lancaster (Overland Park, Kansas, 1980. február 12. –), amerikai színésznő. Ismert szerepei Rachel a Saved by the Bell: The New Class című sorozatban és Madison Kellner az Everwoodban. Visszatérő vendégszereplő volt a Dokikban, mint Lisa az ajándékárus, valamint a Miért pont Brian?-ben, mint Marjorie. 2005-ben Mark Humphrey-vel főszerepet játszott a Házasság az ellenséggel című filmben.
Jelenleg az NBC kém-komédiájában, a Chuck sorozatban alakítja a címadó főszereplő nővérét, Ellie Bartowskit.

## Életrajz
Lancaster a kansasi Overland Parkban született és nőtt fel, az öccsével Daniellel. Anyja, Barbara háztartásbeli, apja, Michael ingatlanügynök volt, mielőtt a kaliforniai Mission Viejóba költöztek, ahol Sarah felvette a film és TV-színészetet a tantárgyai közé.
Tehetségére felfigyelt egy tehetségkutató ügynök, aki 1993-ban megszerezte az akkor nyolcadikos lánynak az első állandó szerepét a Saved by the Bell: The New Class című sorozatban.
Ez idő alatt a forgatásokon tanult és főiskolai tanfolyamokra járt az irvine-i Kaliforniai Egyetemen, hogy hamarabb érettségizhessen a középiskolában, amiután Los Angeles-be költözött karrierje érdekében.

## Karrierje
Lancaster miután Los Angelesbe költözött, több állandó és vendégszerepet is kapott különböző televíziós sorozatokban. Szerepelt a Sabrina, a tiniboszorkány-ban, a Dawson és a haverok-ban, az Azok a 70-es évek - show-ban, a Dokikban, és a CSI: A helyszínelők-ben. Szintén voltak visszatérő szerepei az Everwoodban, mint Ephram szerelme, Madison Kellner; és a Boston Public-ban.
A rövidéletű CBS sorozatban, a Dr. Vegas-ban Veronica Harold blackjack osztót alakította.
2007-ben beválogatták az NBC új sorozatába a Chuckba, mint a címszereplő nővére, akinek jelenleg is ő a megformálója.
2009-ben vendégszerepelt a TNT sorozatában, a Trinity kórház -ban.

## Filmográfia

### Filmek
| Év   | Eredeti cím                       | Magyar cím              | Szerep                | Megjegyzés             |
| ---- | --------------------------------- | ----------------------- | --------------------- | ---------------------- |
| 1999 | Lovers Lane                       |                         | Chloe Grefe           |                        |
| 1999 | Sorority                          |                         | Skylar Sinclair       | TV film                |
| 1999 | Michael Landon, the Father I Knew | Apám, a sztár           | Leslie Landon         | TV film                |
| 2000 | Rocket's Red Glare                | Merkuri űrprogram       | Carol                 | TV film                |
| 2000 | Teacher's Pet                     | Stréber                 | Tracy Carley          |                        |
| 2000 | Cruel Intentions 2                | Kegyetlen játékok 2.    | Millicent Davies      | a jeleneteket kivágták |
| 2002 | Catch Me If You Can               | Kapj el, ha tudsz!      | Riverbend Woman       |                        |
| 2005 | Living with the Enemy             | Házasság az ellenséggel | Allison Conner Lauder | TV film                |
| 2008 | Smother                           | Anyám!                  | Holly                 |                        |

### Sorozatok
| Év        | Eredeti cím                      | Magyar cím                  | Szerep              | Megjegyzés |
| --------- | -------------------------------- | --------------------------- | ------------------- | ---------- |
| 1993-1996 | Saved by the Bell: The New Class |                             | Rachel Meyers       |            |
| 1997      | Unhappily Ever After             |                             | Alice               | 1 epizód   |
| 1997      | Sabrina, the Teenage Witch       | Sabrina, a tiniboszorkány   | Jean                | 1 epizód   |
| 1997      | Night Man                        | Nightman                    | Gloria              | 1 epizód   |
| 1998      | Pacific Blue                     | Pacific Blue                | Julianne Taylor     | 1 epizód   |
| 1998      | Conrad Bloom                     |                             | egy csinos lány     | 1 epizód   |
| 1999      | Rescue 77                        |                             |                     | 1 epizód   |
| 1999      | Undressed                        |                             | Liz                 | 3 epizód   |
| 2000      | Zoe, Duncan, Jack & Jane         | Zoe, Duncan, Jack & Jane    | Eileen              | 1 epizód   |
| 2000      | Dawson's Creek                   | Dawson és a haverok         | Shelley             | 1 epizód   |
| 2001      | Dharma & Greg                    | Dharma és Greg              | Wendy               | 1 epizód   |
| 2002      | Boston Public                    |                             | Chrissy Fields      | 2 epizód   |
| 2002      | Off Centre                       | Off Centre                  | Kendall             | 1 epizód   |
| 2002      | That '70s Show                   | Azok a 70-es évek - show    | Melanie             | 1 epizód   |
| 2002      | Half & Half                      |                             | Merce               | 2 epizód   |
| 2002      | Scrubs                           | Dokik                       | Lisa az ajándékárus | 1 epizód   |
| 2003      | Everwood                         | Everwood                    | Madison Kellner     | 18 epizód  |
| 2003      | 7th Heaven                       | Hetedik mennyország         | Veronica            | 1 epizód   |
| 2003      | Six Feet Under                   | Sírhant művek               | helyettes lány      | 1 epizód   |
| 2003      | CSI: Crime Scene Investigation   | CSI: A helyszínelők         | Mrs. Mercer         | 1 epizód   |
| 2003      | Scrubs                           | Dokik                       | Lisa az ajándékárus | 1 epizód   |
| 2004      | Dr. Vegas                        | Dr. Vegas - A szerencsedoki | Veronica Harold     | 10 epizód  |
| 2005      | Everwood                         | Everwood                    | Madison Kellner     | 2 epizód   |
| 2006      | Four Kings                       |                             | Heather             | 1 epizód   |
| 2006      | Scrubs                           | Dokik                       | Lisa az ajándékárus | 1 epizód   |
| 2006      | What About Brian                 | Miért pont Brian?           | Marjorie Seaver     | 17 epizód  |
| 2007-2012 | Chuck                            | Chuck                       | Ellie Bartowski     |            |
| 2009      | Hawthorne                        | Trinity kórház              | Courtney            | 1 epizód   |
| 2011      | The Good Doctor                  |                             | Christine           |            |